# 葶立钟报春
葶立钟报春（学名：Primula firmipes），为报春花科报春花属下的一个植物种。